# The Witcher: Blood Origin
The Witcher: Blood Origin es la miniserie de fantasía adaptada de la serie de libros The Witcher de Andrzej Sapkowski. Es una precuela de la serie de televisión homónima de Netflix.

## Premisa
Ambientada 1200 años antes de los eventos de la serie de televisión, Blood Origin representará la creación del primer brujo, así como los eventos que conducen a la "Conjunción de las Esferas". También explorará la antigua civilización élfica antes de su desaparición.

## Reparto
- Sophia Brown como Éile, una guerrera de la guardia de la Reina y miembro del Clan del Cuervo, que se ha ido de la guardia para convertirse en una música ambulante.[1]
- Michelle Yeoh como Scian, el último miembro de una tribu nómada de elfos espadachines llamada Ghost Clan, quien está en una misión para recuperar una espada robada a su pueblo.[1]
- Laurence O'Fuarain como Fjall "Corazón de Piedra", un hombre nacido en un clan de guerreros llamado Dog Clan, que juraron proteger a un rey, pero que en su lugar busca venganza.[1]
- Lenny Henry como Jefe Druida Balor,[3] quien ha aprendido a abrir portales hacia otros mundos e intenta llevar a cabo su propio plan.
- Mirren Mack como Merwyn,[4] princesa de Xin'trea obsesionada con la historia. Luego de vivir controlada por su hermano, comienza a crear un plan propio, con alianzas y consecuencias peligrosas.
- Nathaniel Curtis como Brian,[5] un elfo mercante y amante de Eredin.
- Dylan Moran como Uthrok One-Nut,[6] un espadachín colega de Scian.
- Jacob Collins-Levy como Eredin.[4] Comandante del ejército de Xin'trea, con varios secretos.
- Lizzie Annis como Zacaré.[4] Un mago elfo quien es el hermano celestial de Syndril.
- Huw Novelli como Callan "Hermano Muerte".[4] Un espadachín retirado quien está rastreando a Éile, Fjall y Scian.
- Francesca Mills como Meldof.[4] Una enana en busca de venganza, Lleva consigo un martillo de venganza llamado Gwen, en honor a su esposa que fue violada y asesinada por soldados de Xin'trea.
- Amy Murray como Fenrik.[4] La aprendiz de druida de Balor, quien es sorda.
- Zach Wyatt como Syndril.[4] El mago elfo que ha descubierto la técnica de abrir portales.
- Minnie Driver como Seanchai.[7] Una figura misteriosa que rescata a Jasker y le cuenta la historia de la Conjunción de las Esferas.
- Joey Batey como Jaskier. Un bardo quien ha viajado con Geralt de Rivia y es rescatado de la muerte en un combate por Seanchai.
- Aidan O'Callaghan como Kareg.[6]

## Producción
En julio de 2020 se anunció que Netflix había dado luz verde a una precuela de miniserie de seis partes de su adaptación de serie de televisión de las novelas de Andrzej Sapkowski. Declan de Barra fue contratado para actuar como showrunner. En enero de 2021, Jodie Turner-Smith fue elegida para protagonizar la serie. Laurence O'Fuarain se uniría al elenco en marzo, pero en abril, Turner-Smith tuvo que retirarse debido a conflictos de programación. En julio, se agregó Michelle Yeoh, y Sophia Brown asumió el cargo que dejó vacante Turner-Smith.
El rodaje de la serie comenzó en agosto de 2021 en el Reino Unido, y se anunciaron castings adicionales que incluyen a Lenny Henry, Mirren Mack, Nathaniel Curtis y Dylan Moran. De Bara anunció que había terminado de filmar y entró en posproducción en noviembre de 2021.
Celine Tran se anuncia en los créditos de la serie como doble de acción de la actriz Michelle Yeoh.

## Marketing
El primer tráiler de la serie se lanzó después de los créditos del final de la temporada 2 de The Witcher el 17 de diciembre de 2021.